# 北海道道656号湧別停車場サロマ湖線
北海道道656号湧別停車場サロマ湖線（ほっかいどうどう656ごう ゆうべつていしゃじょうサロマこせん）は、北海道紋別郡湧別町内を結ぶ一般道道（北海道道）である。

## 概要

### 路線データ
- 起点：北海道紋別郡湧別町栄町（旧JR北海道 名寄本線 湧別駅跡）
- 終点：北海道紋別郡湧別町登栄床
- 路線延長：13.0 km

## 歴史
- 1969年（昭和44年）6月18日 - 路線認定[1]。

## 路線状況

### 重複区間
- 湧別町栄町 - 湧別町栄町（北海道道204号湧別上湧別線）

## 地理

### 通過する自治体
- オホーツク総合振興局
  - 紋別郡湧別町

### 交差する道路
湧別町
- 北海道道204号湧別上湧別線 - 栄町（重複）

### 沿線にある施設など
湧別町
- 湧別町湧別図書館 - 栄町
- 湧別郵便局 - 緑町
- 遠軽信用金庫湧別支店 - 栄町112-2
- 湧別町総合支所 - 栄町112-1
- サロマ湖
- サギ沼原生花園
- 三里浜